# «Рома» в Кубку Мітропи
Нижче наведений список усіх матчів футбольного клубу «Рома» в Кубку Мітропи, місця проведення цих матчів, а також автори голів, склади команди. Також містить статистичні дані гравців і тренерів клубу в матчах турніру.
Кубок Мітропи вперше був проведений у 1927 році для провідних клубів Центральної Європи. «Рома» вперше брала участь в 1931 році, діставшись півфіналу. Загалом команда три рази виступала в Кубку Мітропи в період найбільшої популярності турніру (1927—1940).
В 50-х роках проведення кубку було відновлене. В цей час формат його проведення регулярно змінювався, а рівень і статус учасників падав. В період з 1955 по 1991 рік «Рома» лише двічі брала участь у змаганнях.

## Статистика виступів
| Сезони | Матчі | Перемоги | Нічиї | Поразки | Різниця м'ячів |
| ------ | ----- | -------- | ----- | ------- | -------------- |
| 3      | 10    | 3        | 2     | 5       | 15 — 25        |

| Сезони | Матчі | Перемоги | Нічиї | Поразки | Різниця м'ячів |
| ------ | ----- | -------- | ----- | ------- | -------------- |
| 2      | 4     | 1        | 0     | 3       | 6 — 11         |

## Список матчів
Кубок Мітропи 1931
| 1/4 фіналу 7 липня 1931 | Славія (Прага)     | 1:1        | Рома     | Прага                                            |  |
| | Свобода 30' (пен.) | (протокол) | Волк 18' | Стадіон: Летна Глядачі: 30 000 Суддя: Рене Мерсе |  |
| «Славія»: Франтішек Планічка, Ладислав Женишек, Антонін Новак, Антонін Водічка, Адольф Шимперський, Франтішек Черницький, Франтішек Юнек, Штефан Чамбал, Франтішек Свобода (к), Антонін Пуч, Богумил Йоска, тренер: Йозеф Слоуп-Штаплік «Рома»: Гвідо Мазетті, Маріо Де Мікелі, Ренато Бодіні, Аттіліо Ферраріс, Фульвіо Бернардіні (к), Раффаеле Д'Аквіно, Раффаеле Костантіно, Чезаре Фазанеллі, Родольфо Волк, Ніколас Ломбардо, Артуро Лудуенья, тренер: Герберт Берджесс |                    |            |          |                                                  |  |

| 1/4 фіналу 12 липня 1931 | Рома                    | 2:1        | Славія (Прага) | Рим                                                       |  |
| | Костантіно 42' Волк 47' | (протокол) | Бара 15'       | Стадіон: Кампо Тестаччо Глядачі: 14 000 Суддя: Рене Мерсе |  |
| «Рома»: Гвідо Мазетті, Маріо Де Мікелі, Ренато Бодіні, Аттіліо Ферраріс, Фульвіо Бернардіні (к), Раффаеле Д'Аквіно, Раффаеле Костантіно, Чезаре Фазанеллі, Родольфо Волк, Ніколас Ломбардо, Артуро Лудуенья, тренер: Герберт Берджесс «Славія»: Франтішек Планічка, Ладислав Женишек, Антонін Новак, Антонін Водічка, Штефан Чамбал, Франтішек Черницький, Франтішек Юнек, Франтішек Свобода (к), Вацлав Бара, Антонін Пуч, Франтішек Фаїт, тренер: Йозеф Слоуп-Штаплік |                         |            |                |                                                           |  |

| 1/2 фіналу 20 вересня 1931 | Рома                      | 2:3        | Ферст Вієнна                    | Рим                                                       |  |
| | Лудуенья 3' Фазанеллі 55' | (протокол) | Марат 34' Блум 36' Гшвайдль 51' | Стадіон: Кампо Тестаччо Глядачі: 13 000 Суддя: Рене Мерсе |  |
| «Рома»: Гвідо Мазетті, Маріо Де Мікелі, Ренато Бодіні, Аттіліо Ферраріс, Фульвіо Бернардіні (к), Раффаеле Д'Аквіно, Раффаеле Костантіно, Чезаре Фазанеллі, Родольфо Волк, Ніколас Ломбардо, Артуро Лудуенья, тренер Герберт Берджесс «Вієнна»: Карл Горешовський, Карл Райнер, Йозеф Блум (к), Отто Каллер, Леопольд Гофманн, Віллібальд Шмаус, Антон Брозенбауер, Йозеф Адельбрехт, Фрідріх Гшвайдль, Густав Тегель, Леопольд Марат, тренер Фердинанд Фрітум |                           |            |                                 |                                                           |  |

| 1/2 фіналу 24 вересня 1931 | Ферст Вієнна                                | 3:1        | Рома                 | Відень                                                |  |
| 16:20 CET | Брозенбауер 4' Марат 9' 29' Блум 25' (пен.) | (протокол) | Д'Аквіно 4' Волк 60' | Стадіон: Гоге Варте Глядачі: 20 000 Суддя: Рене Мерсе |  |
| «Вієнна»: Карл Горешовський, Карл Райнер, Йозеф Блум (к), Отто Каллер, Леопольд Гофманн, Віллібальд Шмаус, Антон Брозенбауер, Йозеф Адельбрехт, Фрідріх Гшвайдль, Густав Тегель, Леопольд Марат, тренер Фердінанд Фрітум «Рома»: Гвідо Мазетті, Маріо Де Мікелі, Ренато Бодіні, Аттіліо Ферраріс, Фульвіо Бернардіні (к), Раффаеле Д'Аквіно, Раффаеле Костантіно, Чезаре Фазанеллі, Родольфо Волк, Ніколас Ломбардо, Артуро Лудуенья, тренер Герберт Берджесс - на 10-й хвилині Гвідо Мазетті парирував пенальті після удару Йозефа Блума |                                             |            |                      |                                                       |  |

Кубок Мітропи 1935
| 1/8 16 червня 1935 | Рома                          | 3:1        | Ференцварош | Рим                                                              |  |
| | Скопеллі 23' 72' Каттанео 29' | (протокол) | Море 40'    | Стадіон: Кампо Тестаччо Глядачі: 12 000 Суддя: Ганс Франкенштайн |  |
| Рома: Гвідо Мазетті, Еральдо Мондзельйо, Андреа Гадальді, Еварісто Фрізоні, Фульвіо Бернардіні (к), Антоніо Фуско, Ренато Каттанео, Алехандро Скопеллі, Енріке Гвайта, Франко Скарамеллі, Ернесто Томазі, тренер: Луїджі Барбезіно Ференцварош: Йожеф Хада, Дьюла Польгар, Лайош Кораньї, Анталь Ліка, Дьордь Шароші (к), Дьюла Лазар, Міхай Танкош, Дьюла Кішш, Геза Тольді, Янош Море, Тібор Кемень, тренер: Золтан Блум |                               |            |             |                                                                  |  |

| 1/8 22 червня 1935 | Ференцварош                                                                    | 8:0        | Рома | Будапешт                                               |  |
| | Шароші 24' (пен.) 30' 40' (пен.) 61' (пен.) Тольді 58' Кемень 76' 80' Кішш 89' | (протокол) |      | Стадіон: Іллеї ут Глядачі: 12 000 Суддя: Бруно Пфюцнер |  |
| Ференцварош: Йожеф Хада, Дьюла Польгар, Лайош Кораньї, Анталь Ліка, Янош Море, Дьюла Лазар, Міхай Танкош, Дьюла Кішш, Дьордь Шароші (к), Геза Тольді, Тібор Кемень, тренер: Золтан Блум Рома: Гвідо Мазетті, Еральдо Мондзельйо, Андреа Гадальді, Еварісто Фрізоні, Фульвіо Бернардіні (к), Антоніо Фуско, Ренато Каттанео, Алехандро Скопеллі, Енріке Гвайта, Франко Скарамеллі, Ернесто Томазі, тренер: Луїджі Барбезіно |                                                                                |            |      |                                                        |  |

Кубок Мітропи 1936
| 1/8 21 червня 1936 | Рапід (Відень)            | 3:1        | Рома             | Відень                                                          |  |
| 18:00 CET | Пробст 21' Біндер 30' 63' | (протокол) | Ді Бенедетті 58' | Стадіон: Пратерштадіон Глядачі: 23 000 Суддя: Ференц Майорський |  |
| Рапід: Рудольф Рафтль, Карл Єстраб, Людвіг Таушек, Франц Смістик, Йозеф Смістик (к), Штефан Скоумаль, Йоганн Остерманн, Йоганн Майстер, Франц Біндер, Вальтер Пробст, Лукас Ауреднік, тренер: Едуард Бауер Рома: Джованні Дзукка, Еральдо Мондзельйо, Луїджі Аллеманді, Ернесто Томазі, Фульвіо Бернардіні (к), Андреа Гадальді, Ренато Каттанео, П'єтро Серантоні, Данте Ді Бенедетті, Отелло Субінагі, Доменіко Д'Альберто, тренер: Луїджі Барбезіно |                           |            |                  |                                                                 |  |

| 1/8 28 червня 1936 | Рома                                                          | 5:1        | Рапід (Відень) | Рим                                                              |  |
| | Серантоні 6' 35' Таушек 21' (аг.) Д'Альберто 43' Субінагі 50' | (протокол) | Біндер 88'     | Стадіон: Кампо Тестаччо Глядачі: 10 000 Суддя: Вілльям Бангертер |  |
| Рома: Аркімеде Нарді, Еральдо Мондзельйо, Андреа Гадальді, Еварісто Фрізоні, Фульвіо Бернардіні (к), Ернесто Томазі, Ренато Каттанео, П'єтро Серантоні, Данте Ді Бенедетті, Отелло Субінагі, Доменіко Д'Альберто, тренер: Луїджі Барбезіно Рапід: Рудольф Рафтль, Карл Єстраб, Людвіг Таушек, Франц Смістик, Йозеф Смістик (к), Штефан Скоумаль, Йоганн Остерманн, Йоганн Майстер, Франц Біндер, Вальтер Пробст, Лукас Ауреднік, тренер: Едуард Бауер |                                                               |            |                |                                                                  |  |

| 1/4 4 липня 1936 | Спарта (Прага)                     | 3:0        | Рома | Прага                                               |  |
| | Заїчек 20' Фацінек 44' Неєдлий 69' | (протокол) |      | Стадіон: Летна Глядачі: 19 000 Суддя: Міхай Іванчич |  |
| Спарта: Богумил Кленовець, Йозеф Коштялек (к), Йозеф Чтиржокий, Людовіт Радо, Ярослав Боучек, Еріх Србек, Фердинанд Фацінек, Олдржих Заїчек, Раймон Брен, Олдржих Неєдлий, Геза Калочаї, тренер: Франтішек Седлачек Рома: Аркімеде Нарді, Еральдо Мондзельйо, Андреа Гадальді, Еварісто Фрізоні, Фульвіо Бернардіні (к), Ернесто Томазі, Ренато Каттанео, П'єтро Серантоні, Данте Ді Бенедетті, Отелло Субінагі, Доменіко Д'Альберто, тренер: Луїджі Барбезіно |                                    |            |      |                                                     |  |

| 1/4 12 липня 1936 | Рома            | 1:1        | Спарта (Прага) | Рим                                                       |  |
| | Ді Бенедетті 1' | (протокол) | Фацінек 2'     | Стадіон: Кампо Тестаччо Глядачі: 12 000 Суддя: Адольф Міс |  |
| Рома: Гвідо Мазетті, Еральдо Мондзельйо, Луїджі Аллеманді, Еварісто Фрізоні, Фульвіо Бернардіні (к), Ернесто Томазі, Ренато Каттанео, П'єтро Серантоні, Данте Ді Бенедетті, Отелло Субінагі, Доменіко Д'Альберто, тренер: Луїджі Барбезіно Спарта: Богумил Кленовець, Йозеф Коштялек (к), Йозеф Чтиржокий, Людовіт Радо, Ярослав Боучек, Еріх Србек, Фердинанд Фацінек, Олдржих Заїчек, Раймон Брен, Олдржих Неєдлий, Геза Калочаї, тренер: Франтішек Седлачек |                 |            |                |                                                           |  |

1955 — 1960 роки
| № | Розіграш | Стадія | Дата та місце проведення | Команда 1        | Рахунок | Команда 2        | Голи та інші дії  |
| - | -------- | ------ | ------------------------ | ---------------- | ------- | ---------------- | ----------------- |
| 1 | 1955     | Квал.  | 29.06.1955, Воєводина    | Воєводина        | 1:1     | Рома             | Н'єрш             |
| 2 | 1955     | Квал.  | 3.07.1955, Рим           | Рома             | 4:5     | Воєводина        | Галлі-3, Джуліано |
| 3 | 1960     | група  | 3.07.1960, Трнава        | Спартак (Трнава) | 2:0     | Рома             |                   |
| 4 | 1960     | група  | 10.07.1960, Рим          | Рома             | 1:0     | Спартак (Трнава) | Сельмоссон        |

## Гравці
Всі футболісти, що грали в складі «Роми» в Кубку Мітропи в 1927—1940 роках.
| 1     | Фульвіо Бернардіні   | Півзахисник | 1931—1936 | 10 | 0 | 10 | 0 |
| 2     | Гвідо Мазетті        | Воротар     | 1931—1936 | 7  | 0 | 7  | 0 |
| 3-5   | Еральдо Мондзельйо   | Захисник    | 1935—1936 | 6  | 0 | 16 | 0 |
| 3-5   | Ренато Каттанео      | Півзахисник | 1935—1936 | 6  | 1 | 6  | 1 |
| 3-5   | Ернесто Томазі       | Захисник    | 1935—1936 | 6  | 0 | 10 | 2 |
| 6-7   | Андреа Гадальді      | Захисник    | 1935—1936 | 5  | 0 | 5  | 0 |
| 6-7   | Еварісто Фрізоні     | Півзахисник | 1935-1936 | 5  | 0 | 5  | 0 |
| 8-20  | Маріо Де Мікелі      | Захисник    | 1931      | 4  | 0 | 4  | 0 |
| 8-20  | Ренато Бодіні        | Захисник    | 1931      | 4  | 0 | 4  | 0 |
| 8-20  | Аттіліо Ферраріс     | Півзахисник | 1931      | 4  | 0 | 4  | 0 |
| 8-20  | Раффаеле Д'Аквіно    | Півзахисник | 1931      | 4  | 0 | 4  | 0 |
| 8-20  | Раффаеле Костантіно  | Нападник    | 1932—1936 | 4  | 1 | 4  | 1 |
| 8-20  | Чезаре Фазанеллі     | Нападник    | 1931      | 4  | 1 | 8  | 4 |
| 8-20  | Родольфо Волк        | Нападник    | 1931      | 4  | 3 | 4  | 3 |
| 8-20  | Ніколас Ломбардо     | Нападник    | 1931      | 4  | 0 | 4  | 0 |
| 8-20  | Артуро Кіні Лудуенья | Нападник    | 1931      | 4  | 1 | 4  | 1 |
| 8-20  | П'єтро Серантоні     | Нападник    | 1936      | 4  | 2 | 19 | 6 |
| 8-20  | Данте Ді Бенедетті   | Нападник    | 1936      | 4  | 2 | 4  | 2 |
| 8-20  | Отелло Субінагі      | Нападник    | 1936      | 4  | 1 | 4  | 1 |
| 8-20  | Доменіко Д'Альберто  | Нападник    | 1936      | 4  | 1 | 4  | 1 |
| 21-26 | Антоніо Фуско        | Півзахисник | 1935      | 2  | 0 | 2  | 0 |
| 21-26 | Алехандро Скопеллі   | Нападник    | 1935      | 2  | 2 | 2  | 2 |
| 21-26 | Енріке Гвайта        | Нападник    | 1935      | 2  | 0 | 2  | 0 |
| 21-26 | Франко Скарамеллі    | Нападник    | 1935      | 2  | 0 | 2  | 0 |
| 21-26 | Луїджі Аллеманді     | захисник    | 1936      | 2  | 0 | 16 | 0 |
| 21-26 | Аркімеде Нарді       | Воротар     | 1936      | 2  | 0 | 2  | 0 |
| 27    | Джованні Дзукка      | Воротар     | 1936      | 1  | 0 | 1  | 0 |

## Бомбардири
Всі футболісти, що забивали в складі «Роми» в Кубку Мітропи в 1927—1940 роках.
| №    | Ім'я                 | Позиція     | Роки виступів | В складі «Роми» |   |
| Голи | Матчі                |             |               |                 |   |
| ---- | -------------------- | ----------- | ------------- | --------------- | - |
| 1    | Родольфо Волк        | Нападник    | 1931          | 3               | 4 |
| 2-4  | Алехандро Скопеллі   | Нападник    | 1935          | 2               | 2 |
| 2-4  | П'єтро Серантоні     | Нападник    | 1936          | 2               | 4 |
| 2-4  | Данте Ді Бенедетті   | Нападник    | 1936          | 2               | 4 |
| 5-11 | Доменіко Д'Альберто  | Нападник    | 1936          | 1               | 4 |
| 5-11 | Ренато Каттанео      | Півзахисник | 1935-1936     | 1               | 6 |
| 5-11 | Артуро Кіні Лудуенья | Нападник    | 1931          | 1               | 4 |
| 5-11 | Раффаеле Костантіно  | Нападник    | 1931          | 1               | 4 |
| 5-11 | Отелло Субінагі      | Нападник    | 1936          | 1               | 4 |
| 5-11 | Чезаре Фазанеллі     | Нападник    | 1931          | 1               | 4 |

## Інша статистика
| № | Ім'я             | Роки      | Кількість матчів |
| - | ---------------- | --------- | ---------------- |
| 1 | Луїджі Барбезіно | 1935-1936 | 6                |
| 2 | Герберт Берджесс | 1931      | 4                |

| № | Ім'я               | Роки      | Кількість матчів |
| - | ------------------ | --------- | ---------------- |
| 1 | Фульвіо Бернардіні | 1931—1936 | 10               |

| № | Дата       | Матч                    | Глядачі |
| - | ---------- | ----------------------- | ------- |
| 1 | 7.07.1931  | «Славія» — «Рома» — 3:2 | 30 000  |
| 2 | 24.09.1931 | «Вієнна» — «Рома» — 3:1 | 23 000  |
| 3 | 21.06.1936 | «Рапід» — «Рома» — 3:1  | 20 000  |

| Ім'я              | Дата       | Матч                    | Хвилина |
| ----------------- | ---------- | ----------------------- | ------- |
| Раффаеле Д'Аквіно | 24.09.1931 | «Вієнна» — «Рома» — 3:1 | 4       |

| Ім'я          | Дата       | Матч                    | Хвилина   |
| ------------- | ---------- | ----------------------- | --------- |
| Гвідо Мазетті | 24.09.1931 | «Вієнна» — «Рома» — 3:1 | 10 (Блум) |